# Vuélveme a querer
Vuélveme a querer est une telenovela mexicaine diffusée en 2009 par Azteca 13.

## Acteurs et personnages
- Mariana Torres : Mariana Montesinos Acosta
- Jorge Alberti : Ricardo Robles
- Omar Fierro : Samuel Montesinos † Tué par la police
- Anna Ciocchetti : Lorenza Acosta
- Cecilia Ponce : Corina Nieto
- José Luis Franco : Víctor Acevedo  † Tué par Samuel
- Omar Germenos : Ignacio Reyes † Tué par Samuel
- Sonya Smith : Liliana Acosta
- Mayra Rojas : Carmela Mejía
- Ramiro Fumazoni : Julio Peña
- Mariana Beyer : Rubí Peña
- Emiliano Fraga : Memito Moreno
- René Gatica : Elías Tamayo
- Liz Gallardo : Nora Mejía
- Manuel Balbi : Rafael Mejía
- Carmen Delgado : Rosa María
- Angélica Magaña : Tamara Robles
- Fernando Sarfatti : Jesús Nieto
- Eva Prado : Ángela
- Estela Calderón : Claudia Villegas
- Ximena Muñoz : Estela Ramírez
- Luis Miguel Lombana : Héctor Robles
- Dora Cordero : Dolores de Mejía
- Eñoc Leaño : Rigoberto Mejía
- Alan Chávez : Enrique Mejía
- Sylvia Sáenz : Isabel Mejía
- Martha Mariana Castro : Irene Robles
- Jorge Luis Vázquez : José Manuel Robles
- Heriberto Méndez : Santiago Muñiz † Tué par Samuel
- Ramón Medina : Arturo
- Ramiro Huerta : Roldán
- Roberto Montiel : Aurelio
- Adriana Parra : Gregoria
- Héctor Silva : Pedro
- Maria Hiromi : Berta
- Tatiana Martínez : Magali Márquez
- Carlos Torres : Alfredo Peña
- Alexandra Vicencio
- Julieta Rosen : Valeria
- Rosario Zúñiga : Leticia
- Victor Luis Zuñiga : Ned

## Diffusion internationale
- Azteca 13
- Chilevisión

## Autres versions
- Destino de mujer (1997), faite par Venevisión, produite par César Bolivar et Rafael Gómez, et avec Sonya Smith et Jorge Reyes.